# Klaus-Dieter Ochs
Klaus-Dieter Ochs (* 31. Oktober 1939; † 13. Juni 2015 in Bochum) war ein deutscher Fußballtrainer.

## Laufbahn

### Beginn
Sein Vater Walter Ochs spielte für den SV Höntrop und während des Zweiten Weltkrieges für die SC Victoria Hamburg und den LSV Hamburg. Er war Trainer bei Sodingen, Wattenscheid 09, Eintracht Osnabrück und war lange Jahre als Verbandstrainer in Westfalen in der Sportschule Kaiserau tätig. Sein Sohn Klaus-Dieter durchlief beim SV Höntrop von den Schüler-, über die Jugend-, bis hin zur ersten Mannschaft alle Spieler-Stationen. Im Jahre 1966 erwarb er an der Sporthochschule Köln unter Lehrgangsleiter Hennes Weisweiler die Fußball-Lehrer-Lizenz. Danach trat er seine erste Trainerstelle in der Jugendabteilung von Borussia Dortmund an. 1968 folgte er dem Ruf des Hamburger SV; er übernahm die Amateurmannschaft unter dem erfahrenen Bundesliga-Coach Georg Knöpfle.

### Bundesligatrainer, 1970 bis 1973
Nach zwei Jahren „Lehrzeit“ bei den Amateuren wurde der knapp 31-jährige Ochs zum 1. Mai 1970 Nachfolger des ausscheidenden Trainerseniors Knöpfle beim Bundesligisten Hamburger SV. Uwe Seeler war drei Jahre älter, Willi Schulz ein Jahr und Gert Dörfel war gleichaltrig wie der neue Trainer. Das war die Ausgangsposition des ehemaligen Amateurspielers aus Höntrop im Jahre 1970 an der Alster. Dazu kam die zu vollziehende Wachablösung in der Mannschaft. Das Präsidium traute dem jungen Trainer in Zusammenarbeit mit dem ab Herbst 1970 im Amt des Jugendmanagers und Talentesichters befindlichen Gerhard Heid zu, der Lizenzspielermannschaft die dringend notwendigen Jungtalente zuzuführen. In der ersten Saison 1970/71 führte Ochs den HSV auf den 5. Platz in der Bundesliga. In der zweiten Saison 1971/72 ging es in der Tabelle aber nach unten, auf Rang 10 wurde die Runde beendet. Durch das Gespür für Talente von Gerhard Heid befördert, fanden mit Rudi Kargus, Manfred Kaltz und Caspar Memering die ersten drei Talente unter Trainer Klaus-Dieter Ochs Einzug in der Bundesligamannschaft des Hamburger SV. Nach dem Karriereende von Uwe Seeler und Jürgen Kurbjuhn im Sommer 1972, fehlten der Mannschaft und dem Trainer aber erfahrene und stabilisierende Spielerpersönlichkeiten. Mit dem negativen Punktekonto von 28:40 Punkten landete man auf dem 14. Tabellenplatz und konnte gerade noch den Klassenerhalt sichern. In seinem dritten Jahr als Cheftrainer baute Ochs mit Peter Hidien und Peter Krobbach zwei weitere Talente in die Mannschaft ein. Am 6. Juni 1973 gelang mit dem 4:0-Erfolg im Finale des DFB-Ligapokals gegen Borussia Mönchengladbach ein versöhnlicher Abschluss. Zur Runde 1973/74 löste ihn Kuno Klötzer beim HSV ab, und der Mann aus Höntrop wechselte zum VfL Osnabrück.

### VfL Osnabrück, 1973 bis 1975
Von der Bundesliga ging es 1973 in die Regionalliga Nord. Als Nachfolger von Erwin Türk übernahm Klaus-Dieter Ochs in der letzten Runde Regionalliga 1973/74 den VfL Osnabrück. Mit dem erreichten dritten Tabellenrang verpasste der VfL mit seinem neuen Trainer erstmals nach fünf Jahren den Sprung in die Bundesliga-Aufstiegsrunde. Meisterschaft im Norden und sofortiger Wiederaufstieg gelang Eintracht Braunschweig. FC St. Pauli Hamburg fing die Ochs-Mannschaft trotz deren 15 ungeschlagenen Spielen zu Rundenbeginn in der Rückrunde noch von dem zweiten Rang ab. In der 2. Bundesliga Gruppe Nord in der Saison 1974/75 landete Osnabrück auf dem 8. Rang in der mit 20 Teams spielenden Staffel. Während der Runde war es durch die finanziell begründete Abkehr vom Vollprofitum bereits zu Zerwürfnissen in der Zusammenarbeit zwischen Präsidium, Trainer und Mannschaft gekommen. Ochs’ damaliger Trainer-Assistent, der spätere VfL-Manager Helmut Kalthoff, wurde nach der Entlassung im April 1975 sein Nachfolger. Zur Runde 1975/76 übernahm Reinhold Ertel das Traineramt an der Bremer Brücke.

## Nach dem Fußball
Klaus-Dieter Ochs hakte das Kapitel Fußball nach der Station Osnabrück ab, nahm sein Studium wieder auf und wirkte später in seiner Heimatstadt Wattenscheid als Pädagoge. Ab Anfang der 80er Jahre war Klaus-Dieter Ochs als Sport- und Religionslehrer zuerst an der Albrecht-Dürer-Realschule in Dortmund-Aplerbeck und danach an der Albert-Schweitzer-Realschule in Dortmund-Nette tätig. Zum Schuljahresende 2002 trat Klaus-Dieter Ochs seinen Ruhestand an. Bis zu seinem Tode am 13. Juni 2015 lebte er sehr zurückgezogen.